# Чита II
Чита II (рос. Чита II) — станція місцезнаходження управління Забайкальської залізниці Росії, розташована на дільниці Заудинський — Каримська між станціями Чита I (відстань — 3 км) і Антипиха (6 км). Відстань до ст. Заудинський — 549 км, до ст. Каримська — 96 км.
Розташована в місті Читі.

## Коротка характеристика
Великий пасажирський транспортно-пересадний залізничний вузол. Знаходиться на дільниці Забайкальської залізниці Петровський Завод - Каримська. Від станції відходять 2-3-х колійні електрифіковані перегони на Читу 1 і Антипиху.
Відноситься до Читинського регіону Забайкальської залізниці. За характером роботи станція віднесена до 1 класу. В межах станції розташований автовокзал. У більшості складів пасажирських поїздів далекого прямування, які прямують через станцію, проводиться зміна локомотивних бригад і локомотивів.